# The Woman
The Woman is een Amerikaanse thriller-horrorfilm uit 2011 onder regie van Lucky McKee. Het verhaal hiervan is gebaseerd op dat uit het gelijknamige boek van Jack Ketchum, die dit ook samen met McKee bewerkte tot filmscript. The Woman is een vervolg op Offspring (2009), eveneens een verfilming van een boek van Ketchum. Het titelpersonage komt hier uit voort. Afgezien daarvan staat The Woman volledig op zichzelf.
The Woman won de prijzen voor beste horrorfilm, beste montage, meest schokkende film en beste boosdoener op het Toronto After Dark Film Festival, de prijs voor beste internationale film en de publieksprijs op het Strasbourg European Fantastic Film Festival en de prijs voor het beste script op het Filmfestival van Sitges.

## Verhaal
Chris Cleek is een advocaat in een klein plattelandsdorpje, waar hij ook woont met zijn familie. Buitenshuis presenteert hij zich als innemend en charmant, thuis manifesteert hij zich als dominante gezagvoerder. Hij verheft zijn stem zelden, maar zijn wil is wet. Tegen hem ingaan is geen optie. Vrouwen ziet en behandelt hij als minderwaardig, inclusief die in zijn familie. Chris' vrouw Belle accepteert haar rol, is zwijgzaam en onderdanig. Dochter Peggy is sinds enige tijd stil, teruggetrokken en diep ongelukkig. Haar lerares Genevieve Raton vermoedt mede daardoor dat het meisje zwanger is. Tienerzoon Brian is amper tot niet sociaalvoelend en vertoont stiekeme sadistische trekken. Jongste dochter Darlin'  is een vrolijk meisje, nog te klein om zich bewust te zijn van het rollenpatroon binnen de familie. Wat het hele gezin gemeen heeft, is dat iedereen zonder tegenspraak doet wat Chris hem of haar opdraagt, wanneer hij hem of haar dat opdraagt.
Wanneer Chris op een dag gaat jagen in het bos, ziet hij een wilde vrouw baden in het meer. Ze is het laatste overgebleven lid van een kannibalistische stam die nu tussen en met de wilde dieren in het woud leeft. Chris neemt haar gevangen en zet haar met ketenen aan staalkabels in een takelsysteem vast in de schuilkelder. Zijn betastingen kosten hem wel de ringvinger van zijn linkerhand, die de vrouw afbijt. Praten kan ze niet. Ze maakt haar onvrede duidelijk met woeste grommen en schreeuwen.
Chris haalt Belle en de kinderen naar de kelder. Hij laat ze de gevangen vrouw zien en deelt mee dat ze haar samen gaan opvoeden tot beschaafd mens. Iedereen krijgt orders en taken. Het project is geheim, dus buiten de familie mag niemand er iets van weten. In de daaropvolgende tijd hoost Chris de vrouw af met een hogedrukspuit, vervangt hij de vuile vodden die ze draagt door een schone jurk en maakt hij haar duidelijk dat ze zijn voedsel te accepteren heeft als ze geen honger wil lijden. Belle kijkt bij alles zwijgzaam toe en doet wat haar wordt opgedragen. Peggy ziet doorgaans met lede ogen toe wat haar vader doet, maar grijpt soms in wanneer ze de vrouw ziet lijden onder Chris' behandeling. Zo draait ze de watertoevoer van de hogedrukspuit uit wanneer het geschreeuw van de vrouw haar te heftig wordt.
Op een nacht wacht Chris tot hij denkt dat Belle slaapt. Hij glipt het huis uit, gaat naar de kelder en misbruikt de vrouw. Belle huilt, maar blijft in bed en doet of ze niets door heeft. Brian ziet door een gat in de kelderdeur hoe zijn vader de vastgebonden wilde vrouw seksueel misbruikt. Wanneer hij de volgende middag thuiskomt van school, gaat hij zelf met een kniptang naar de kelder. Het daaropvolgende geschreeuw van de vrouw alarmeert Peggy. Ze betrapt Brian bij het betasten van de vrouw, met één hand in zijn broek. Ook heeft hij de vrouw talloze verwondingen toegebracht met de kniptang. Haar bloed vormt een plas op de grond.
Ingelicht door Peggy, vertelt Belle aan Chris wat Brian heeft gedaan. Hij wuift het weg, doet het af als best begrijpelijk gedrag van een opgroeiende jongen van zijn leeftijd. Voor Belle is dat de druppel. Ze vertelt Chris dat ze bij hem weggaat, hij zijn 'verkrachter van een zoon' mag houden, maar dat ze de meisjes met zich meeneemt en niet langer aan hem blootstelt. Chris slaat haar daarop bewusteloos. Terwijl hij haar samen met Brian op een stoel hijst, belt Peggy's lerares Miss Raton aan. Ze komt om te vertellen dat ze vermoedt dat Peggy zwanger is. Volgens Chris zou hij het weten als Peggy een vriendje had en 'dus' betekent Miss Ratons vermoeden in zijn ogen dat ze of hem of Brian beschuldigt van incest. Chris slaat Miss Raton neer, bindt haar handen vast en sleept haar mee naar de schuur. Daar sluit hij haar op bij de twee woeste Duitse herders van de Cleeks. De touwen waarmee die vastzitten, rafelen en staan op het punt van breken. Miss Raton kruipt van de dieren weg, richting hun hok. Daar komt vanuit het niets een verwilderd meisje zonder ogen uit tevoorschijn, dat Chris Socket noemt. Ze bijt een hap vlees uit Miss Ratons nek en blijft aanvallen en toebijten, terwijl Chris en Brian vrolijk toekijken vanachter het gaas. De Duitse herders breken los en doen zich samen met Socket tegoed aan het vlees van Miss Raton.
Terwijl Chris en Brian haar lerares opsluiten bij de honden, gaat Peggy naar de wilde vrouw en maakt haar los. Ze gromt naar Peggy, maar loopt daarna naar buiten, waar de bij bewustzijn gekomen Belle komt aangelopen. De vrouw tackelt haar en scheurt met haar tanden vlees van Belles gezicht tot die niet meer beweegt. Daarna pakt de vrouw een los blad van een grasmaaier op en gaat ze de schuur in. Daarmee hakt ze op Brians middel in tot die dood in twee helften in elkaar zakt. Chris probeert zichzelf te verdedigen met een geweer, maar is daar te laat mee. De vrouw klauwt met haar scherpe nagels haar hand zijn buik in in, wrikt in zijn torso rond tot ze zijn hart vastheeft en trekt het eruit. Ze neemt er een hap uit, neemt vervolgens Socket mee naar buiten en geeft die de rest.
In het huis roept Peggy Darlin' bij zich. Ze begint spullen te verzamelen om samen met haar zusje op de vlucht te slaan. Darlin' loopt niettemin nietsvermoedend naar buiten met een fles water in haar handen. Wanneer ze de wilde vrouw ziet, geeft ze die zonder enige angst de waterfles. De vrouw drinkt die leeg, zuigt op haar bebloede vingers en brengt haar vingers vervolgens naar de mond van Darlin'. Die kopieert de handeling van de vrouw en zuigt erop. Peggy is inmiddels naar buiten gekomen en ziet verstard toe. De vrouw wrijft over Peggy's buik, geeft Darlin' een hand en loopt met Socket en het kleine meisje richting het bos. Peggy aarzelt even, maar loopt vervolgens achter ze aan.

## Rolverdeling
- Pollyanna McIntosh -  Verwilderde vrouw ('the Woman' )
- Sean Bridgers - Chris Cleek
- Angela Bettis - Belle Cleek
- Lauren Ashley Carter - Peggy Cleek
- Zach Rand - Brian Cleek
- Shyla Molhusen - Darlin' Cleek
- Carlee Baker - Miss Genevieve Raton
- Alexa Marcigliano - Socket
- Marcia Bennett - Deanna
- Lauren Schroeder - Dorothy
- Lindsey Hamlett - Cyndi